# Five Nights at Freddy's: Sister Location
Five Nights at Freddy's: Sister Location (a menudo abreviado como Sister Location o FNaF: SL, y también conocido como Five Nights at Freddy's 5) es un videojuego de terror y supervivencia point-and-click de 2016 desarrollado y publicado por Scott Cawthon. Es la quinta entrega principal de la serie Five Nights at Freddy's y el sexto juego en general. Ambientado en una ubicación hermana de la pizzería de Freddy Fazbear llamada Circus Baby's Entertainment and Rental, los jugadores controlan a un nuevo empleado que debe realizar trabajos de mantenimiento mientras se defiende de un conjunto de animatrónicos asesinos. La jugabilidad en Sister Location difiere significativamente de los juegos anteriores de Five Nights at Freddy's en que otorga a los jugadores movilidad entre las salas donde se completan las tareas.
Cawthon se burló del juego en abril de 2016 con el lema "nunca hubo solo uno". Tras un avance lanzado en mayo, se lanzó en Steam el 7 de octubre de 2016, el 22 de diciembre del mismo año en Android y el 3 de enero del año siguiente en iOS. Recibió críticas mixtas, con elogios por su interpretación de voz y críticas por algunos aspectos de su jugabilidad. Una secuela, Freddy Fazbear's Pizzeria Simulator, se lanzó el 4 de diciembre de 2017. Los ports para Nintendo Switch, Xbox One y PlayStation 4 se lanzaron en 2020.

## Argumento
- La introducción, algunos minijuegos y diálogos son flashbacks de principios de los años 80

un entrevistador está cuestionando a William Afton, el creador de los personajes animatrónicos del juego, sobre ciertas elecciones de diseño que ha hecho al construirlos; Afton enumera varias características de Circus Baby, como su capacidad para hacer helados, inflar globos con la punta de sus dedos o aceptar peticiones de canciones. Sin embargo, el entrevistador no está satisfecho con esta respuesta, ya que las características mencionadas no eran a lo que él se refería.
En 1995, Michael Afton es un empleado recién contratado en Circus Baby's Pizza World, una localización hermana del famoso restaurante familiar de Freddy Fazbear's Pizza, con animatrónicos que son alquilados para fiestas de cumpleaños infantiles. No obstante, el establecimiento fue clausurado poco antes de su gran inauguración debido a "filtraciones de gas". Lo que en realidad había pasado es que Elizabeth Afton, su hermana, había sido “asesinada” por Circus Baby, la animatrónica mascota del lugar. Con el pasar de las noches, Michael es asignado a sus funciones diarias, siendo explicado de que el restaurante había sido construido en respuesta al éxito de su homólogo original; el sistema de electricidad del edificio comienza a fallar espontáneamente, por lo que Circus Baby le informa a Michael sobre cómo sobrevivir contra los animatrónicos para poder acceder a una habitación para restaurar la energía en todo el lugar.
Durante la tercera noche, Michael es enviado a reparar a uno de los animatrónicos pero, en cambio, decide ingresar al escenario principal de Circus Baby, donde ella le cuenta la historia de la única vez que estuvo frente al público; el día de la gran inauguración del restaurante, una solitaria niña llamada Elizabeth se le acercó, pero repentinamente, la animatrónica empezó a funcionar incorrectamente mientras que los gritos de la niña fueron amortiguados por los emocionados gritos de los demás niños; este incidente es explicado con más detalle a través de un diálogo de Elizabeth, que está molesta con su padre por negarse a dejar que se acerque a los animatrónicos. Un minijuego de 8-bits revela que, en realidad, Elizabeth fue atraída por Circus Baby con un helado pero al estar lo suficientemente cerca su torso se abrió revelando un gancho enorme con el que agarro a la niña y la atrapo dentro matándola en el acto instantáneamente; esto revela que el alma de la niña ahora la está poseyendo. Con una pista porque sus ojos tornan verdes (el color de ojos de Elizabeth).
Aunque Michael tiene éxito en completar su misión, es capturado por los animatrónicos, despertando la noche siguiente en una habitación de desmantelamiento, atrapado dentro de un traje mecánico. Circus Baby explica que lo secuestró y, cuando los empleados comentaban sobre su recurrente mal funcionamiento, revela que a diferencia de los demás, ella ha aprendido a "fingir". Mientras los animatrónicos comienzan a ser desmantelados por una maquinaría gigante, Michael es abandonado para sobrevivir la noche, intentando evitar que el defectuoso mecanismo de resortes del traje se active sobre su cuerpo. Concluyendo la quinta noche, Circus Baby ordena ser desmantelada; sin embargo, Michael descubre que ella, junto con los otros animatrónicos, se han combinado en una sola entidad conocida como "Ennard", que desea usarlo como un disfraz para poder escapar del restaurante.
Después de este punto, se pueden obtener dos finales completamente distintos, dependiendo de la elección que el jugador ha tomado:
- Habiendo sido engañado, Michael ingresa a la habitación de desmantelamiento, donde es asesinado por la maquinaría, permitiendo que su cuerpo pueda ser poseído por Ennard; la escena final muestra a Michael regresando a su hogar para observarse en un espejo, revelando que sus ojos ahora están brillando de un intenso color morado.
- Ingresando a una oficina de seguridad, Michael debe defenderse de los constantes ataques de Ennard (que está enojado porque no siguió sus instrucciones) hasta las seis de la madrugada; la escena final muestra a Michael regresando a su hogar para ver el final de temporada de su serie de televisión favorita, antes de que Ennard (revelando haber logrado escapar del restaurante) se arrastre lentamente a la habitación.

Completando la sexta noche adicional, se muestra a Michael caminando por un vecindario mientras su cuerpo se descompone gradualmente hasta tornarse de color morado, obligando a Ennard a abandonarlo para huir a las alcantarillas; Michael cae al piso, hasta que la voz de Circus Baby diciéndole que "no morirá" comienza a repetirse varias veces, causando que él vuelva a levantarse. Finalmente, se escucha una narración suya para su padre, William Afton, señalando que encontró a su hermana e irá en su búsqueda. Mientras esto sucede, se muestran las ruinas carbonizadas de Fazbear's Fright antes de que Springtrap aparezca.

## Jugabilidad
Five Nights at Freddy's: Sister Location es un videojuego de estrategia con elementos de «point-and-click»; la mayor parte de la jugabilidad elimina el aspecto de supervivencia de las entregas anteriores. En lugar de permanecer en una oficina de seguridad, evitando que los personajes animatrónicos — Circus Baby (acompañada por unos animatrónicos en miniatura conocidos como "Bidybabs"), Ballora (acompañada por unas bailarinas en miniatura conocidas como "Minireenas"), Funtime Freddy (acompañado por su marioneta de mano, Bon-Bon) y Funtime Foxy — lo ataquen, el jugador debe moverse de una habitación a otra para cumplir una serie de objetivos que cambian durante las noches. Por ejemplo, la segunda noche requiere que el jugador se escabulla de Ballora a través de una galería para reiniciar un sistema de interruptores, mientras que para la cuarta noche, el jugador será colocado dentro de un traje mecánico, viéndose obligado a defenderse de las Minireenas.
De manera similar al segundo juego, el jugador puede tener la oportunidad de jugar un minijuego de 8-bits después de un «game over», en el que Circus Baby debe entregarle varios «cupcakes» a unos niños, para después llevarle un cono de helado a una niña. Completar este minijuego desbloquea un nivel secreto durante la quinta noche, siendo una recreación cercana de la jugabilidad de las tres primeras entregas. Aquí, el jugador debe evitar que un animatrónico híbrido conocido como "Ennard" (siendo una combinación de los animatrónicos anteriormente mencionados) ingrese a su oficina de seguridad, rastreando sus movimientos a través de una red de cámaras de seguridad y cerrando las puertas, todo lo cual consume una fuente de alimentación limitada. Como en todas los demás juegos, no defenderse de los animatrónicos resultará en una muerte instantánea, terminando el juego.
El juego consta de cinco niveles que comprenden cinco "noches", cada una aumentando en dificultad. Completar la historia principal del juego otorgará una estrella en el menú y desbloqueará una galería de características adicionales, incluyendo imágenes y planos de creación de los animatrónicos, un detrás de cámaras de su proceso de modelado en 3D, un mapa del restaurante y un acceso automático al minijuego de Circus Baby, el cual otorgará una segunda estrella al ser completado, mientras que desbloquear ambos finales del juego otorgará una tercera estrella. A partir de una actualización lanzada en 1 de diciembre de 2016, completar la historia principal también desbloquea una "noche personalizada", ambientada en una versión modificada de la oficina de seguridad de la quinta noche, durante la cual el jugador puede ajustar la dificultad en la inteligencia artificial de cada animatrónico o completar una serie de desafíos preestablecidos, enfrentándose a nuevos animatrónicos y debiendo conservar sus suministros de energía y oxígeno para poder sobrevivir. Completar el desafío más difícil del juego en el que todos los personajes son establecidos en su dificultad más alta (a menudo denominada como el modo "10/20") otorgará una cuarta y última estrella.

## Desarrollo
En abril de 2016, una imagen «teaser» fue subida en la página web de Scott Cawthon, presentando a una animatrónica similar a una payasa (con su nombre, más tarde siendo revelado como "Circus Baby") con el título de Five Nights at Freddy's: Sister Location. Varias otras imágenes «teaser» continuaron siendo publicadas, revelando diferentes personajes con pistas sobre sus orígenes, antes de que un tráiler oficial fuera lanzado el 21 de mayo de 2016, presentando nuevos animatrónicos con una nueva ubicación. Posteriormente, se confirmó que la fecha de lanzamiento del juego sería el 7 de octubre de 2016.
Sin embargo, a inicios de agosto, se publicó una nueva imagen con las palabras: "CANCELADA. Debido a filtraciones". Inicialmente, esto fue tomado para indicar que el juego en sí había sido cancelado, debido a la filtración de una de las voces de los animatrónicos, aparentemente, la de Ballora. Sin embargo, se reveló rápidamente que era parte de la historia del juego, ya que aumentar el brillo en la imagen muestra un artículo de noticias ficticio, explicando que la gran inauguración de la ubicación del juego había sido cancelada debido a "filtraciones de gas".
El 4 de octubre de 2016, Cawthon publicó en los foros de la comunidad de Steam, declarando que el juego tenía una historia demasiado oscura y que podría no ser recomendada para niños. Para compensarlo, reveló que trabajaría en el desarrollo del juego durante varios meses más para que sea más adecuado para jugadores más jóvenes, lo cual, sin embargo, resultó ser un engaño. El 17 de octubre del mismo año, Cawthon anunció tanto en su página web como en Steam que agregaría una "noche personalizada" junto a una actualización de su versión original; esto fue lanzado el 1 de diciembre de 2016.

### Lanzamiento
Five Nights at Freddy's: Sister Location fue lanzado el 7 de octubre de 2016 por primera vez para Microsoft Windows a través de Steam. El 22 de diciembre del mismo año, se lanzó un puerto para Android a través de Google Play Store mientras que un puerto para iOS fue lanzado el 3 de enero de 2017.

## Recepción
Five Nights at Freddy's: Sister Location recibió críticas mixtas a positivas, con Metacritic asignándole una puntuación de 62 sobre 100 a la versión para PC.
Por su parte, Destructoid le dio una puntuación de 6 sobre 10 mientras que GameCrate le dio una puntuación de 7.5 sobre 10. Shelby Watson de The All State le dio una calificación positiva, citando que es comparable a la calidad de la primera entrega, pero que en desemejanza, nunca permitió que el jugador operara las mecánicas en la memoria muscular, diciendo que "cada noche es tan diferente, es imposible sentirse cómodo con la mecánica lo suficiente como para sentirse en una segunda naturaleza. El juego cambia demasiado, viéndote obligado a adaptarte para estar al límite de tu asiento, esperando lo que está por venir".

## Personajes y Algunas Curiosidades
Circus Baby: Es el primer animatronico que te ayuda, esto es porque esta contiene el alma de Elizabeth Afton, la hermana de Mike y el segundo animatrónico que no está disponible en Custom Night y es parte del animatrónico Ennard. Es la mascota estrella del restaurante del mismo nombre. Un día, mientras estaba en el escenario, cuando todos los niños se fueron, quedó en frente de ella una niña, cuyo nombre sería la misma Elizabeth desobedieciendo a su padre y de Baby salió un helado, que atrajo a la niña a la muerte, siendo jalada por un brazo robótico al interior de Baby, matándola al instante. En Ultimate Custom Night, por primera vez tiene jumpscare, a Scott Cawthon, para él, Baby es el segundo animatrónico que suele darle miedo y eso de que es el animatrónico más "inofensivo" del juego.
Ballora: Es el 3° Animatrónico que tiene sirvientes, las Minireenas y su jumpscare repentino cambia en Ultimate Custom Night. La función de esta animatrónica es motivar a los niños a bailar junto a su música, cuyo nombre es 'Crumbling Dreams'. El mismo creador, Scott Cawthon, dijo que cuando no bailaba, caminaba como una araña. Es parte de Ennard en la 5° noche y su carcasa esta en un lugar llamado Scooping Room, donde desmantelan a los animatrónicos que funcionan incorrectamente.
Funtime Freddy: La 8° versión de Freddy. Es el primer animatrónico que lleva un títere, con el nombre de Bon Bon y un micrófono, con los que incitan las fiestas de los cumpleañeros. Es parte de Ennard en la 5° noche y su carcasa esta en el mismo lugar donde terminó también el cuerpo de Ballora. La comunidad pidió a este animatrónico en Ultimate Custom Night, pero solo aparece en nuestra oficina.
Funtime Foxy: El sistema dice 3 veces de que es mujer y 1 vez que es hombre. Funtime Foxy es el animatronico más pequeño del midiendo 32,5 pies, sin contar las Minireenas y los Bidybabs. Una de las habilidades de Funtime Foxy es imitar las voces de los padres para que los niños se acerquen. Es parte de Ennard en la 5° noche y su carcasa esta donde terminaron los otros dos animatrónicos.
Michael Afton: 'Mike' es el nombre del protagonista, pero el sistema operativo le coloca diferentes nombres, tal como 'Eggs Bennedict'. Su padre, el hombre morado (William Afton), le deja una etiqueta en el teclado para que el jugador sepa el nombre del protagonista, la razón por la que va es porque su padre le dice de que su hermana estaba en el subsuelo de 'Circus Baby Pizza World' de eso sintió culpa por la muerte de su hermano, 'Crying Child' porque el colocó a su hermano menor en la boca de Fredbear, y el traje se cerró en su cabeza, dejándolo moribundo en el hospital y terminó falleciendo, así que fue a 'Circus Baby Entertainment and Rental' a buscar a su hermana. El “muere” en la quinta noche pero realmente seguía vivo. Se convierte en un muerto viviente.